# Wünnewil-Flamatt
Wünnewil-Flamatt (före 1974: Wünnewil) är en kommun i distriktet Sense i kantonen Fribourg, Schweiz. Kommunen hade 5 722 invånare (2023).
Kommunen består av orterna Wünnevil och Flamatt.